# 渡口乡 (安仁县)
渡口乡，是中华人民共和国湖南省郴州市安仁县下辖的一个乡镇级行政单位。

## 行政区划
渡口乡下辖以下地区：
渡口村、松林村、浪石村、深塘村、双江村、高枧村、坪口村、陂头村、长滩村、过家村、泮塘村、石脚村、石冲村和石文村。